# Petrophile glauca
Petrophile glauca är en tvåhjärtbladig växtart som beskrevs av D.B. Foreman. Petrophile glauca ingår i släktet Petrophile och familjen Proteaceae. Inga underarter finns listade i Catalogue of Life.